# Franxault
Franxault [fʁɑ̃kso] ist eine französische Gemeinde mit 509 Einwohnern (Stand: 1. Januar 2022) im Département Côte-d’Or in der Region Bourgogne-Franche-Comté (vor 2016 Bourgogne). Sie gehört zum Kanton Brazey-en-Plaine im Arrondissement Beaune.

## Lage
Franxault liegt etwa 35 Kilometer südsüdöstlich von Dijon. Die Gemeinde grenzt im Norden an Losne, im Nordosten an Aumur, im Osten an Saint-Aubin, im Süden an Montagny-lès-Seurre sowie im Westen an Pagny-le-Château.

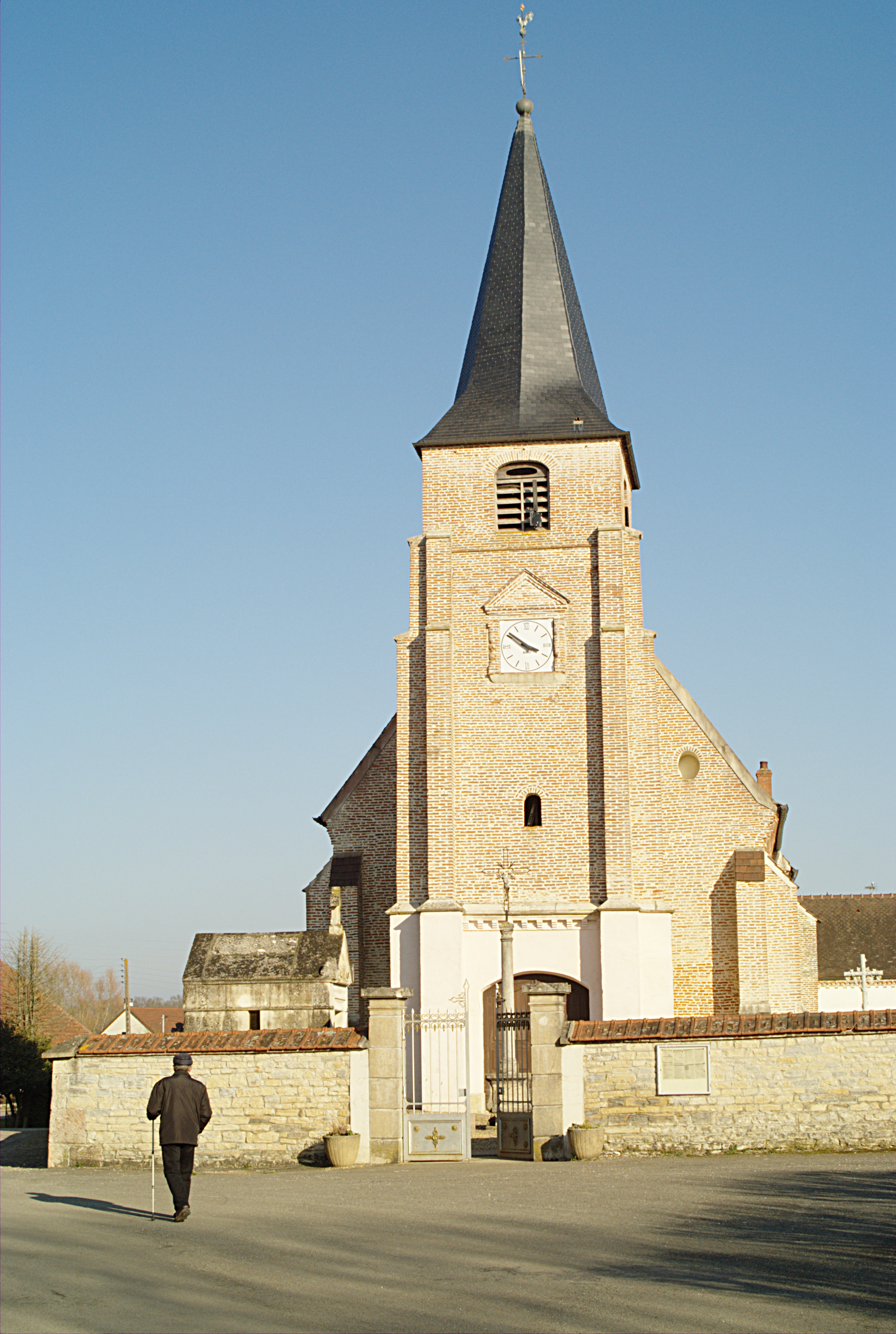
Kirche La Trinité

## Bevölkerungsentwicklung
| Jahr                       | 1962 | 1968 | 1975 | 1982 | 1990 | 1999 | 2006 | 2011 | 2019 |
| -------------------------- | ---- | ---- | ---- | ---- | ---- | ---- | ---- | ---- | ---- |
| Einwohner                  | 343  | 317  | 296  | 359  | 385  | 389  | 400  | 422  | 497  |
| Quellen: Cassini und INSEE |      |      |      |      |      |      |      |      |      |

## Sehenswürdigkeiten
- Kirche La Trinité